# 논쥐
논쥐(Rattus argentiventer)는 시궁쥐속에 속하는 설치류의 일종이다. 동남아시아 전역에서 발견된다.

## 특징
논쥐는 중간 크기의 쥐로 회색이 섞인 노랑-갈색 털과 검은 털로 덮여 있다. 배 쪽은 중심선의 회색에서 옆구리쪽으로 갈수록 점점 흰색으로 변한다. 꼬리는 균일하게 중간 갈색을 띤다. 끌 같은 앞니를 갖고 있다. 논쥐의 몸길이는 304~400mm 정도이고, 꼬리 길이는 140~200mm, 두개골 길이는 37~41mm이다. 평균 몸무게는 약 97~219g이다. 암컷은 12개의 젖꼭지를 갖고 있다. 새끼는 귀 앞쪽에 오렌지색의 털뭉치가 나 있다.

## 습성
논쥐는 큰 무리를 지어 생활하고, 지배적인 수컷과 높은 위치의 암컷으로 이루어져 있다. 공격을 받거나 방해를 받으면 비명을 지르거나 휘파람 소리를 낸다. 먹이는 주로 흰개미와 곤충, 메뚜기, 민달팽이, 씨앗, 견과류, 쌀, 채소, 과일 등이다. 밤에 먹이를 구하며, 어스름이나 새벽에 활동적으로 움직인다. 낮 동안에는 식물 이나 잡초, 논 속에서 발견된다. 임신 기간 3주 후, 한 번에 약 5~10마리의 새끼를 낳는다.

## 분포
논쥐는 동남아시아 전역에서 발견되며, 분포 지역은 인도차이나 지역과 태국, 말레이반도, 인도네시아, 필리핀, 뉴기니 등을 포함하고, 논 지역에서는 주요 설치류 해충으로 간주된다. 캄보디아인들의 주요 음식은 아니지만 식용으로 사용되며, 성장하는 시장으로써 베트남으로 가는 주요 수출품이다. 쥐를 거의 먹지 않는 6월과 7월에 벼 수확을 한 후 쥐잡는 철이 최고조에 이른다. 계절성 우기의 먹이 부족때문에 쥐들은 좀더 높은 곳으로 움직이고 이곳에 설치된 덫에 걸려 잡힌다.

## 서식지
논쥐는 주로 논과 초원같은 경작지에 서식한다. 사람들 논과 경작지에 크게 의존한다. 논쥐는 바위와 나무 아래 땅 속에 굴을 파고 숨는다.